# Phường 2, thị xã Quảng Trị
Phường 2 là một phường thuộc thị xã Quảng Trị, tỉnh Quảng Trị, Việt Nam.
Phường 2 có diện tích 1,98 km², dân số năm 2008 là 6.165 người, mật độ dân số đạt 3.114 người/km².

## Hành chính
Phường 2 được chia thành 5 khu phố: 1, 2, 3, 4, 5.